# Iselma quadrimaculata nigra
Iselma quadrimaculata nigra es una subespecie de coleóptero de la familia Meloidae.

## Distribución geográfica
Habita en los territorios que antes se llamaban  Rodesia.